# Прапор Північної Кароліни
Прапор Північної Кароліни (англ. Flag of North Carolina) — один з державних символів американського штату Північна Кароліна.
Прапор є прямокутним полотнищем, що складається з двох горизонтальних смуг — червоної і білої — і широкої вертикальної синьої смуги у держака, в середині якої знаходиться біла п'ятипроменева зірка, ліворуч і праворуч від якої знаходяться жовті букви  N і  C відповідно. Зверху і знизу — жовті стрічки. На верхній чорним написано May 20th, 1775 (з англ. 20 травня 1775), на нижній -April 12th, 1776 (з англ. 12 квітня 1776). Сучасний прапор є прапором часів  Громадянської війни зі зміненим розташуванням квітів, доданими літерами NC і зміненим текстом.

## Історія прапора
Перший прапор штату був прийнятий 20 травня 1861, в день виходу штату з  Союзу і в основному використовувався збройними формуваннями штату, які брали участь у боях  Громадянської війни. Перші десять полків (пізніше отримали номери з одинадцятого по двадцяте) отримали шовкові прапори, виготовлені приватним підрядником з  Норфолка. На наступний рік для них були виготовлені вовняні і бавовняні прапори.
Прапор являв собою прямокутне полотнище, розділене на дві рівновеликі горизонтальні смуги — синього і білого кольорів, з червоною смугою у древка, у центрі якої зображалася біла зірка і написи зроблені півколом — May 20th, 1775 (з англ. 20 травня 1775) вище зірки і April 12th, 1776 (з англ. 12 квітня 1776) нижче її. Довжина прапора більше його ширини на 1/3.
9 березня 1885 був ратифікований закон, який затвердив новий прапор штату. Він відрізнявся від нинішнього прапора пропорцією, що становила 3:4 (нині 2:3), і шириною синьої смуги, що становила 1:4 від довжини прапора (нині 1:3). Дані зміни були затверджені в 1991 році.

## Гелерея

Попередній прапор Північної Кароліни, 9 березня 1885 — 24 червня 1991
Попередній прапор Північної Кароліни, 22 червня 1861 — 9 березня 1885